# بوئلتا آ اسپانیا
بوئلتا آ اسپانیا  (اسپانیایی: Vuelta a España‎;تلفظ اسپانیایی: [ˈbwelta a esˈpaɲa]) یک تور دوچرخه‌سواری جاده در اسپانیا است که یکی از گرند تورهای دوچرخه‌سواری محسوب می‌شود. این تور که از سال ۱۹۳۵ هر سال برگزار می‌شود پس از جیرو دیتالیا و تور دو فرانس سومین تور مهم دوچرخه‌سواری محسوب می‌شود.

## قهرمانی بر پایه کشور
| قهرمانی | کشور                                                 |
| ------- | ---------------------------------------------------- |
| ۳۲      | اسپانیا                                              |
| ۹       | فرانسه                                               |
| ۷       | بلژیک                                                |
| ۶       | ایتالیا                                              |
| ۵       | سوئیس                                                |
| ۳       | آلمان                                                |
| ۲       | روسیه هلند                                           |
| ۱       | ایالات متحده آمریکا، قزاقستان، جمهوری ایرلند، کلمبیا |